# Sulbactam
Sulbactam este  un inhibitor de beta-lactamază de tip beta-lactamă. Deși nu prezintă activitate antibiotică intrinsecă, este utilizat în combinație cu unele peniciline pentru a împiedica fenomenul de rezistență la antibiotice al bacteriilor secretoare de beta-lactamaze.
Sulbactamul a fost patentat în anul 1977 și a fost aprobat pentru uz medical în anul 1986.

## Combinații
Sulbactamul este utilizat în terapie în combinație cu:
- ampicilină (sau sub formă de promedicament mutual denumit sultamicilină, denumire comercială: Unasyn)
- cefoperazonă (denumire comercială: Sulperazon)[10]